# Ball Arena
Ball Arena, anteriormente chamada de Pepsi Center, é um ginásio esportivo localizado em Denver, Colorado, Estados Unidos. Atualmente, ele é usado para receber jogos do Denver Nuggets da NBA, do Colorado Avalanche da NHL e do Colorado Mammoth da NLL, além de servir de palco para shows e eventos diversos. Também já foi usado como casa pelo Colorado Crush, da AFL.
A arena, originalmente, recebeu o nome da empresa de produtos alimentícios PepsiCo. A construção do ginásio foi iniciada em novembro de 1997, e concluída em outubro de 1999, quando foi inaugurado com um show da cantora canadense Celine Dion. Atualmente, a capacidade total da arena é de 19 520 torcedores para jogos de basquete; 17 809 para jogos de hóquei no gelo, e mais de 20 000 para shows e outros eventos.
Em outubro de 2020, foi anunciada a mudança do nome do ginásio para Ball Arena após a venda dos naming rights para a empresa de embalagens de alumínio Ball Corporation, sediada em Westminster, localizada nas proximidades de Denver.